# Hylemera
Hylemera is een geslacht van vlinders van de familie spanners (Geometridae), uit de onderfamilie Ennominae.

## Soorten
- H. aetionaria (Swinhoe, 1904)
- H. altitudina Viette, 1970
- H. altivolans Viette, 1970
- H. andriai Viette, 1970
- H. azalea (Prout, 1925)
- H. butleri Viette, 1970
- H. cadoreli Viette, 1970
- H. candida Butler, 1882
- H. cunea Viette, 1970
- H. decaryi Viette, 1970
- H. ecstasa Viette, 1970
- H. elegans Viette, 1970
- H. euphrantica (Prout, 1932)
- H. fletcheri Viette, 1970
- H. fragilis Butler, 1879
- H. griveaudi Viette, 1970
- H. herbuloti Viette, 1970
- H. hiemalis Viette, 1970
- H. hypostigmica (Prout, 1925)
- H. instabilis Viette, 1970
- H. laurentensis Viette, 1970
- H. lemuria Viette, 1970
- H. lichenea Viette, 1970
- H. mabillei Viette, 1970
- H. malagasy Viette, 1970
- H. marmorata Viette, 1970

- H. muscosa Herbulot, 1972
- H. nivea Butler, 1882
- H. pauliani Viette, 1970
- H. perrieri Viette, 1970
- H. plana (Butler, 1879)
- H. prouti Viette, 1970
- H. puella Butler, 1879
- H. rebuti (Poujade, 1889)
- H. roseidaria Viette, 1970
- H. sogai Viette, 1970
- H. sparsipuncta Viette, 1970
- H. subaridea Viette, 1970
- H. teleutaea (Prout, 1925)
- H. tenuis Butler, 1878
- H. vinacea Viette, 1970